# Liste des comtes et ducs de Clèves

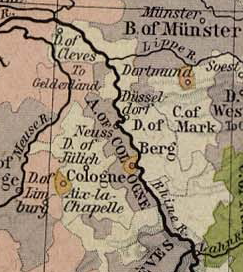
Situation du duché de Clèves

Le comté de Clèves, devenu au XVe siècle duché de Clèves (Herzogtum Kleve en allemand) est un ancien duché du Saint-Empire romain germanique. Il était membre du Cercle du Bas-Rhin-Westphalie.

## Comtes de Clèves

### Maison de Clèves
- 1020-1050 : Rutger Ier (°970/985 †1050), premier comte de Clèves, marié à Wazela de Lorraine. Rutger est le frère de Gérard d'Antoing, dit le Flamand, arrière grand-père de Gérard Ier de Gueldre, le premier comte de Gueldre
- 1050-1075 : Rutger II, fils de Rutger Ier
- 1075-1091 : Thierry Ier, fils du précédent
- 1091-1119 : Thierry II, fils du précédent
- 1119-1147 : Arnold Ier, fils du précédent
marié à Ide de Louvain
- 1147-1172 : Thierry III († 1172), fils du précédent
marié à Adélaïde de Soulzbach († 1189)
- 1172-1198 : Thierry IV († 1198), fils du précédent
marié à Marguerite de Hollande
- 1198-1201 : régence d'Arnold II, fils d'Arnold Ier
- 1201-1260 : Thierry V († 1260), fils de Thierry IV
marié à Mathilde de Dinslaken († 1224), puis en 1226 à Hedwige de Misnie († 1249)
- 1260-1275 : Thierry VI († 1275), fils du précédent
marié à Adélaïde de Heinsberg
- 1275-1305 : Thierry VII (1256 † 1305), fils du précédent
marié en 1281 à Marguerite de Gueldre († 1287), puis à Marguerite de Habsbourg († 1333)

Armoiries des ducs de Clèves de la maison de la Marck

- 1305-1310 : Otton Ier († 1310), fils du précédent et de Marguerite de Gueldre 
marié à Adélaïde de la Marck, puis à Mathilde de Virnebourg
- 1310-1347 : Thierry VIII (1291 † 1347), fils de Thierry VII et de Marguerite de Habsbourg
marié en 1308 à Marguerite de Gueldre († 1333), puis en 1340 à Marie de Juliers
- 1347-1368 : Jean († 1368), fils de Thierry VII et de Marguerite de Habsbourg
marié à Mathilde de Gueldre († 1384)

### Maison de La Marck
À la mort du comte Jean, le comté de Clèves passe à un de ses cousins, Adolphe (fils de Marguerite de Clèves, fille de Thierry VIII)
- 1368-1394 : Adolphe Ier († 1394), archevêque de Cologne de 1363 à 1364.
marié en 1369 à Marguerite de Juliers († 1425)
- 1394-1417 : Adolphe II (1373 † 1448), fils du précédent

Le 28 avril 1417, le comté de Clèves est érigé en duché.

## Ducs de Clèves

### Maison de la Marck
- 1417-1448 : Adolphe Ier de Clèves (Ier du nom en tant que duc) (d°)
marié en 1400 à Agnès de Wittelsbach (1379 † 1401), puis en 1406 à Marie de Bourgogne (1393 † 1463)
- 1448-1481 : Jean Ier (1419 † 1481), fils du précédent et de Marie de Bourgogne

marié en 1455 à Elisabeth de Nevers (1439 † 1483), héritière du comté de Nevers
- 1481-1521 : Jean II (1458 † 1521), fils du précédent
marié en 1489 à Matilde de Hesse (1473 † 1505)

Armoiries des ducs de Clèves

- 1521-1539 : Jean III (1490 † 1539), fils du précédent
marié en 1510 à Marie de Juliers, duchesse de Juliers et de Berg
- 1539-1592 : Guillaume (1516 † 1592), duc de Clèves, de Juliers (Guillaume IX) et de Berg (Guillaume IV), fils du précédent
marié en 1546 à Marie d'Autriche (1531 † 1581)
- 1592-1609 : Jean-Guillaume de Clèves (1562 † 1609), fils du précédent
marié en 1585 à Jacqueline de Bade (1558 † 1597), puis en 1599 à Antoinette de Lorraine (1568 † 1610) qui obtint de l'empereur Rodolphe la régence des duchés.

### Maison de Brandebourg-Hohenzollern
- 1609-1625 : Anne de Hohenzollern (1576 † 1625), nièce du précédent, fille d'Albert Frédéric de Hohenzollern (1553 † 1618), duc de Prusse, et de Marie-Éléonore de Clèves (1550 † 1608)
mariée en 1594 à Jean Sigismond de Hohenzollern (1572 † 1619), électeur de Brandebourg

Le duché est ensuite rattaché à la principauté de Brandebourg-Prusse qui devient en 1701 le royaume de Prusse.

## Grands-ducs de Bergetde Clèves
Le traité de Presbourg, signé le 27 décembre 1805, réorganise l'Allemagne et Joachim Murat devient grand-duc de Berg et de Clèves.
- 1806-1808 : Joachim Murat (1765 † 1815), maréchal d'Empire, roi de Naples de 1808 à 1814
- 1808-1809 : Napoléon Ier
- 1809-1815 : Napoléon-Louis Bonaparte (1804-1831) qui fut aussi connu sous le nom de Louis II de Hollande
- 1814 : rattaché au royaume de Prusse